# De Gregori (album)
De Gregori è il sesto album in studio di Francesco De Gregori, pubblicato nel 1978.

## Brani
Raggio di sole è una canzone dedicata ai due figli gemelli Marco e Federico appena nati.

## Copertina
La copertina dell'album è una fotografia dello stesso De Gregori ritratto mentre gioca al pallone in un prato.

## Tracce
Testi e musiche di Francesco De Gregori
Lato A
1. Generale – 4:19
2. Natale – 2:35
3. L'impiccato – 3:59
4. Babbo in prigione – 2:10
5. Renoir (versione 1) – 2:37

Lato B
1. Renoir (versione 2) – 2:22
2. Il '56 – 3:05
3. La campana – 3:38
4. Raggio di sole – 3:08
5. Due zingari – 4:16

## Musicisti
- Francesco De Gregori: voce, chitarra
- Alberto Visentin: tastiere
- Mario Scotti: basso
- Dave Sumner: chitarra
- Mario Schiano: sax alto (traccia: B5)
- Franco Di Stefano: batteria
- George Sims: chitarra

## Cover
- Nel 2002 Vasco Rossi ha inciso e pubblicato una cover di Generale, contenuta nell'album Tracks.
- Nel 2009 Luca Carboni ha realizzato una cover di Raggio di sole nel suo album Musiche ribelli.
- Nel 2021 Paolo Belli ha realizzato una cover di Natale in chiave swing.